# Hemel valt
"Hemel valt" is een nummer van de Nederlandse rapper Typhoon. Het nummer verscheen op zijn album Lobi da Basi uit 2014. Op 30 maart 2015 werd het nummer uitgebracht als de tweede single van het album.

## Achtergrond
"Hemel valt" is geschreven door Typhoon in samenwerking met producer Dries Bijlsma. Het nummer werd al in 2012 geschreven, nadat de radiozender 3FM hem vroeg om voor een programma rond Pasen een nummer te schrijven voor of aan God. In een interview met NPO Radio 6 uit 2015 ter gelegenheid van de Zwarte Lijst vertelde hij over het ontstaan van het nummer: "Eigenlijk was het een opdracht om een liedje aan God of voor God te schrijven. Ik had al heel lang het idee om iets te doen met 'hemel valt' en het concept van God als vrouw en de liefde en dat we het zelf moeten doen, maar nooit de urgentie of de noodzaak gevoeld om het te doen. Dus dit was de perfecte aanleiding. Als we als mensheid zo absurd met religie bezig zijn, laat God dan ook een vrouw zijn die Allah meeneemt op vakantie naar een kuuroordje. Als we dan toch zo ver ingaan, laten we dan de humor ervan inzien."
"Hemel valt" is volgens Typhoon zijn beste nummer. Voor het nummer mixte hij verschillende muziekstijlen door elkaar. Hij vertelde hierover: "Ik vond het zo'n mooi liedje. Ja dat is gek om van jezelf te zeggen, maar ik vond het zo'n mooi liedje. We hadden echt iets van, ja, we moeten dit echt uitwerken. En het is mijn favoriet op de plaat van Lobi da Basi. Er zit hiphop in, de blues, calypso, jazz, ja, eigenlijk alles. [...] Ik vond de hedendaagse hiphop meer eenheidsworst. Alles is goed, maar alles lijkt ook op elkaar. En ik dacht, ik wil me laten inspireren door de voorvaders, door de grootouders van de hiphop, dus de soul, de funk, de jazz, de worksongs, noem maar op. De calypso."
"Hemel valt" werd geen hit; in Nederland kwam het niet in de hitlijsten terecht, terwijl in Vlaanderen enkel plaats 71 in de tiplijst voor de Ultratop 50 werd behaald. Toch werd het nummer in 2014 genomineerd in de Soul & Jazz Awards in de categorie "Beste single". Daarnaast bleek het nummer populair genoeg dat het in 2015 in de NPO Radio 2 Top 2000 terecht kwam en het een jaar later een van de grootste stijgers in de lijst was. Tevens droeg hij het tijdens een optreden op Lowlands in 2014 op aan de slachtoffers van rampvlucht MH17.

## NPO Radio 2 Top 2000
| Nummer met noteringen in de NPO Radio 2 Top 2000 | '15  | '16 | '17 | '18  | '19  | '20  | '21  | '22  | '23  | '24  |
| ------------------------------------------------ | ---- | --- | --- | ---- | ---- | ---- | ---- | ---- | ---- | ---- |
| Hemel valt                                       | 1950 | 679 | 941 | 1192 | 1365 | 1170 | 1474 | 1741 | 1882 | 1576 |

1. ↑  Een vetgedrukt getal geeft de hoogste notering aan.
2. ↑  2015 was het eerste jaar met een notering voor dit nummer.